# Međunarodni dan volontera
Međunarodni dan volontera proglasila je opća skupština Ujedinjenih naroda 17. prosinca 1985. godine. Od tada se svake godine 5. prosinca obilježava Međunarodni dan dobrovoljnog rada za ekonomski i društveni napredak (engl. International Volunteer Day for Economic and Social Development), odnosno Međunarodni dan volontera. Cilj je sve aktivnosti volontera i njihov dobrovoljni rad učiniti vidljivim na lokalnoj, nacionalnoj i međunarodnoj razini.

## Naziv
U pisanim izvorima i na internetu Međunarodni dan volontera naziva se još i:
- Međunarodni dan volonterizma
- Međunarodni dan volonterskog rada
- Međunarodni dan volonterstva
- Međunarodni dan volontiranja
- Sv(j)etski dan volontera
- Svjetski dan volonterizma
- Svjetski dan volontiranja

## Pozadina
Međunarodni dan volontera prilika je za pojedinačne volontere, zajednice i organizacije za promociju svojih doprinosa razvoju na lokalnoj, nacionalnoj i međunarodnoj razini. Time što podršku Ujedinjenih Nacija (UN) kombinira s tzv. 'grassroots' legitimacijom, Međunarodni dan volontera predstavlja jedinstvenu priliku za ljude, kao i organizacije koje rade s volonterima, da surađuju s tijelima vlasti, neprofitnim institucijama, lokalnim skupinama, znanstvenom zajednicom i privatnim sektorom.
Dana 17. prosinca 1985., Opća skupština Ujedinjenih Nacija je Rezolucijom A/RES/40/212 usvojila Međunarodni dan volontera za privredni i društveni razvoj.
Godine 2012., vodeći se iskustvima i preporukama, Program volontera Ujedinjenih Nacija (UNV - United Nations Volunteers) predvodio je Petogodišnju strategiju za Međunarodni dan volontera, s ciljem da mu dade veću globalnu prepoznatljivost, te da grassroots-razini dade veći utjecaj.

## Fokus na partnerstvo i razvoj
Tijekom godina, mnoge su zemlje strateški koristile Međunarodni dan volontera kroz volonterski doprinos postizanju ciljeva održivog razvoja, vremenski određenih ciljeva usmjerenih na borbu protiv siromaštva, gladi, bolesti, zdravstvene izazove, zaštitu okoliša te rodnu ravnopravnost.
Organiziranje Međunarodnog dana volontera rezultat je suradnje između sustava UN-a, vlada različitih država, organizacija koje se bave volontiranjem te posvećenih pojedinaca. Često su uključeni i predstavnici medija i akademske zajednice, fondacija, privatnog sektora, religijskih grupa, te sportskih udruženja.

## Volonterska online nagrada
Tradicionalno, na Međunarodni dan volontera, na 5. prosinca, UNV poziva na nominacije  i lansira UNV Online volontersku nagradu. Žiri koji čine predstavnici UNV-a i vanjski stručnjaci za volontiranje i razvoj pregledavaju nominacije i biraju dobitnike. 
Program UNV-a poziva građane diljem svijeta da budu inspirirani pričama dobitnika i sudjeluju u globalnom glasanju za svoje favorite. Tim koji dobije najviše glasova proglašen je favoritom publike na Međunarodni dan sreće.
Svrha nagrade je prepoznati doprinos volontera u postizanju ciljeva održivog razvoja, prikazati razne načine na koje volonteri mogu ojačati kapacitete organizacija te demonstrirati razliku koju volonteri  mogu napraviti ka projektima  koji se tiču mira i razvoja na način da dijele svoje vrijeme, vještine i stručnost preko interneta.

## Vanjske poveznice

### Sestrinski projekti
|  | Zajednički poslužitelj ima još gradiva o temi Međunarodni dan volontera |

### Mrežna mjesta
- Hrvatski centar za razvoj volonterstva
- Stranica Međunarodnog Dana Volontera
- Međunarodni dan volontera (na engleskom)
- Rezolucija UN-a kojom je proglašen Međunarodni dan volontera[neaktivna poveznica] (na engleskom)
- UN Volunteers (na engleskom)
- Njemačko društvo volontera (na njemačkom)